# Hildegard Strickerschmidt
Hildegard Strickerschmidt (* September 1930; † 9. November 2020) war eine deutsche Sonderpädagogin und Autorin.

## Leben
Stickerschmidt war Assistentin und Dozentin an der Höheren Fachschule für Sozialarbeit des Deutschen Caritasverbandes Freiburg im Breisgau sowie in den Erziehungsberatungsstellen Freiburg und Lindau am Bodensee tätig. Sie arbeitete in langjähriger eigener Praxis für psychotherapeutische Behandlung von Kindern mit Sprachschwierigkeiten und Verhaltensauffälligkeiten. 
Strickerschmidt veröffentlichte zahlreiche Schriften zu Hildegard von Bingen, die zum Teil auch übersetzt und im Ausland publiziert wurden. Sie leitete über viele Jahre den Hildegardkreis in Bingen, führte Fastenwochen und Wochenendseminare durch.
In den Jahren 1999 bis 2009 war sie Präsidentin der Internationalen Gesellschaft Hildegard von Bingen und leitete die Redaktion der Hildegardzeitschrift.
In dieser Zeit gründete sie die Ausbildungsreihe zum „Hildegard Referenten“, um das Wissen der Hildegard zu verbreiten. Im Jahre 2018 übertrug sie die Leitung dieser Referentengruppe an Angela Jakob, die die Ausbildungen weiterführt.
Strickerschmidt war verheiratet und hatte drei Kinder. Von 1998 bis kurz vor ihrem Tod lebte sie in Bingen am Rhein.

## Auszeichnungen und Mitgliedschaften
- Verdienstmedaille des Landes Rheinland-Pfalz am 6. März 2017 überreicht von Staatssekretär Salvatore Barbaro.[2]
- Präsidentin der Internationalen Gesellschaft Hildegard von Bingen, Engelberg/Schweiz von 1999 bis 2009[3]
- Ehrenpräsidentin der Internationalen Gesellschaft Hildegard von Bingen, Engelberg/Schweiz.

## Schriften
- Fasten mit der heiligen Hildegard: 40 Impulse für Leib & Seele, St. Benno Verlag Leipzig 2019, ISBN 978-3-7462-5393-0.
- Vier Jahreszeiten für die Seele: Hildegard von Bingen – ein Lebensbegleiter, St. Benno Verlag Leipzig 2018, ISBN 978-3-7462-5279-7.
- Das Geheimnis der Engel: Visionen & Meditationen der Hildegard von Bingen, St. Benno Verlag Leipzig 2017, ISBN 978-3-7462-4992-6.
- Hildegard von Bingen: Die Seele altert nicht – wofür es sich zu leben lohnt, St. Benno Verlag Leipzig 2017, ISBN 978-3-7462-4933-9.
- Hildegard von Bingen – Heilung an Leib und Seele: praktische Ratschläge zur positiven Lebensgestaltung, St. Benno Verlag Leipzig 2016, ISBN 978-3-7462-4837-0
- Hildegard von Bingen – vergiss nicht, dass du Flügel hast: heilende Gedanken, St. Benno Verlag Leipzig 2014, ISBN 978-3-7462-4170-8.
- Hildegard von Bingen: eine, die Leib und Seele nährte, Staufenberg DtE Berlin 2014, ISBN 978-3-86270-845-1.
- Hildegard von Bingen: Prophetin, Mystikerin, Heilerin; ein spirituelles Lesebuch, St. Benno Verlag Leipzig 2013, ISBN 978-3-7462-3782-4.
- Hildegard von Bingen – mit Seele, Leib & Sinnen: Tugenden und Laster, St. Benno Verlag Leipzig 2012, ISBN 978-3-7462-3467-0.
- Hildegard von Bingen – Jahreskreis & Lebenskreis: ein Ratgeber für Leib & Seele, St. Benno Verlag Leipzig 2009, ISBN 978-3-7462-2785-6.
- Geerdete Spiritualität bei Hildegard von Bingen: neue Zugänge zu ihrer Heilkunde, LIT Verlag Berlin-Münster 2006, ISBN 978-3-8258-9739-0.
- Bericht von einer Tagung des BICE in Marseille, in: Jugendwohl 48 (5), 1967, S. 201–203